# Ergys Kaçe
Ergys Kaçe (n. 8 iulie 1993) este un fotbalist albanez care joacă pe postul de mijlocaș defensiv pentru clubul grec Panathinaikos FC, împrumutat de la PAOK FC. El joacă, de asemenea, pentru echipa națională de fotbal a Albaniei. El a fost descris de mass-media ca fiind „un mijlocaș defensiv agil”.

## Cariera pe echipe
Kaçe s-a născut în Korçë, Albania dar s-a mutat în Grecia la vârsta de trei ani. A început cariera de tineret la Achilleas Triandrias, de unde a fost transferat la academiile de tineret ale PAOK în 2005 și a semnat primul său contract de fotbalist profesionist în decembrie 2010.

### PAOK
Kaçe și-a făcut debutul în ligă pentru PAOK pe 5 ianuarie 2011 în timpul unui meci din deplasare împotriva lui Panserraikos (1-1), intrând în locul lui Stefanos Athanasiadis în minutul 68. El nu a mai jucat niciun meci pentru prima echipă în sezonul 2010-2011, în schimb, a fost trimis la echipa sub 20 de ani a lui PAOK pentru a se menține în formă.

#### Împrumut la Anagennisi Epanomi
Kaçe a fost împrumutat la Anagennisi Epanomi pentru sezonul 2011-2012. Ușor-ușor a devenit titular la Epanomi, datorită meciurilor bune făcute de el și a încheiat sezonul cu 19 meciuri în campionat și un gol împotriva lui Panahaiki, într-un meci de acasă care s-a încheiat cu 6-1.

#### Întoarcerea la PAOK
După întoarcerea sa la PAOK, noul antrenor al clubului, Giorgos Donis, i-a acordat un loc în primul unsprezece, alături de alți tineri din echipa de tineret a clubului. Kaçe a jucat în ambele etape ale celei de-a treia runde de calificări în UEFA Europa League 2012-2013 împotriva lui Bnei Yehuda , precum și în ambele etape ale rundei de play-off împotriva lui Rapid Viena. La 31 octombrie, jucătorul și-a reînnoit contractul pentru o perioadă de patru până la cinci ani. Noul contract i-a fost oferit pentru meciurile bune pe care le-a făcut. La 3 martie a marcat primul său gol pentru club, cu un șut de la distanță de 33 de metri în meciul cu Panionios câștigat cu 4-2. Kaçe a avut un sezon bun la PAOK, oferind două pase de gol și marcând un gol în douăzeci și șapte de meciuri.
Kaçe a început cel de-al doilea sezon cu PAOK împotriva lui Schalke jucând în ambele manșe ale play-offului UEFA Champions League și a jucat titular în Superligă împotriva lui Panetolikos.

#### Controversa de la PAOK și opinia Greciei
La 4 septembrie 2013, Kaçe a fost implicat într-un scandal politic rasist după ce o fotografie cu el purtând un tricou cu simbolul Armatei de Eliberare a Kosovo (UÇK) a fost publicată pe o pagină de Facebook cu numele său. Acest lucru a provocat critici în Grecia și Kaçe a intrat în tirul mass-mediei. Kaçe a declarat că nu cunoștea semnificația simbolului deoarece a plecat din Albania la vârsta de trei ani, cerându-și scuze. El a fost mai târziu criticat de partidul neo-nazist grec Zorii Aurii, lucru care a dus o confruntare între fanii cluburilor PAOK și ZA, un grup de susținători ai lui PAOK atacând sediul Zorilor Aurii. Potrivit surselor din mass-media albaneză, UEFA a declarat: „Nu vă implicați în cauza jucătorului pentru că nu face parte din jurisdicția voastră”, în timp ce antrenorul echipei naționale de fotbal a Albaniei, Gianni De Biasi, a vorbit cu președintele PAOK, Zisis Vryzas, pe care l-a antrenat la  Perugia și a cerut să îl lase pe jucător în pace, dând vina pe o neînțelegere pentru această situație. Sali Berisha, fost prim-ministru al Albaniei, a venit și în apărarea lui Kaçe, spunând: „Kaçe este o victimă a naționalismului rasist” în timp ce antrenorul lui PAOK, Huub Stevens, a acuzat clubul că a avut o reacție exagerată „exagerați mult cu acel jucător”. Șeful Asociației de Fotbal din Albania, Armand Duka, a trimis o scrisoare președintelui UEFA Michel Platini susținând că situația a fost exagerată. Kaçe și-a cerut scuze clubului, dar a rămas suspendat. După ce și-a îndeplinit perioada de suspendare, Kaçe s-a întors la antrenamente, circulând zvonuri conform cărora clubul încerca să-l vândă în timpul ferestrei de transfer de iarnă.

#### Revenirea
După ce a fost suspendat, Kaçe s-a întors în echipă trei luni mai târziu. La 18 decembrie 2013 a fost inclus în echipa pentru meciul cu Atromitos și a fost o rezervă neutilizată. Primul său meci după suspendare a venit pe 9 ianuarie 2014 împotriva lui Iraklis în Cupa Greciei, în care Kaçe a intrat ca rezervă, înlocuindu-l pe Alexandros Tziolis în minutul 76.
În campionat, după cinci meciuri consecutive pe bancă, a jucat pe 26 ianuarie 2014 primul său meci de campionat după suspendare, împotriva lui Veria, în care a jucat  90 de minute. Meciul s-a terminat cu o victorie de 4-1. El a revenit în playofful UEFA Europa League 2013-2014 împotriva lui Benfica la 20 februarie 2014, pierdut cu 0-1, în care Kaçe a jucat timp de 90 de minute. Kaçe a marcat un gol în victoria cu 3-0 împotriva Panthrakikos, la 23 februarie 2014. De asemenea, a fost omul meciului.
Kaçe a ajuns până finala Cupei Greciei cu PAOK unde a jucat împotriva lui Panathinaikos pe 26 aprilie 2014 și a pierdut cu 1-4, cu Kaçe jucând 90 de minute și primind un cartonaș galben.
La sfârșitul sezonului 2014-2015, mijlocașul albanez a atras foarte mult interes din partea echipelor din străinătate și părea să-și cântărească opțiunile, fiind ezitant când a fost întrebat despre reînnoirea contractului și despre viitorul său la clubul grec.”Nu am vorbit despre prelungirea contractului meu. În prezent sunt jucătorul lui PAOK, dar nu știu ce se va întâmplă în continuare. Vom vedea. Numai Dumnezeu stie,” a subliniat Kace.

#### Viktoria Plzeň
Kaçe a fost împrumutat la formația cehă FC Viktoria Plzeň. La 30 noiembrie 2016, el și-a reziliat reciproc contractul cu clubul.

#### Întoarcere
La 30 aprilie 2017 a marcat împotriva lui Kerkyra într-o victorie ușoară pentru PAOK.

#### Împrumut la Panathinaikos
La 31 ianuarie 2018, el a fost împrumutat rivalilor Panathinaikos timp de șase luni, cu o opțiune de cumpărare la sfârșitul sezonului 2017-2018. În cele din urmă, datorită jocului bun făcut de jucătorul lui PAOK Panathinaikos și-a îmbunătățit oferta financiară pentru internaționalul albanez și a fost de acord să-și extindă împrumutul până în vara anului 2018-2019.
La 11 noiembrie 2018, Kace l-a lobat pe Andreas Bouchalakis și apoi a tras un voleu pe lângă José Sá, care a reușit să atingă mingea, dar numai până în bară, atfel că primul derby al sezonului 2018-2019 s-a încheiat cu o remiză, scor 1-1 cu Panathinaikos pe stadionul Karaiskakis. Acesta a fost primul său gol pentru club în toate competițiile.

## Cariera la națională

### Albania U21
Kaçe a jucat în patru apariții pentru echipa națională de fotbal a Albaniei sub 21 ani, într-un turneu amical din Slovenia, între 23 și 30 martie 2011.

### Echipa națională a Albaniei

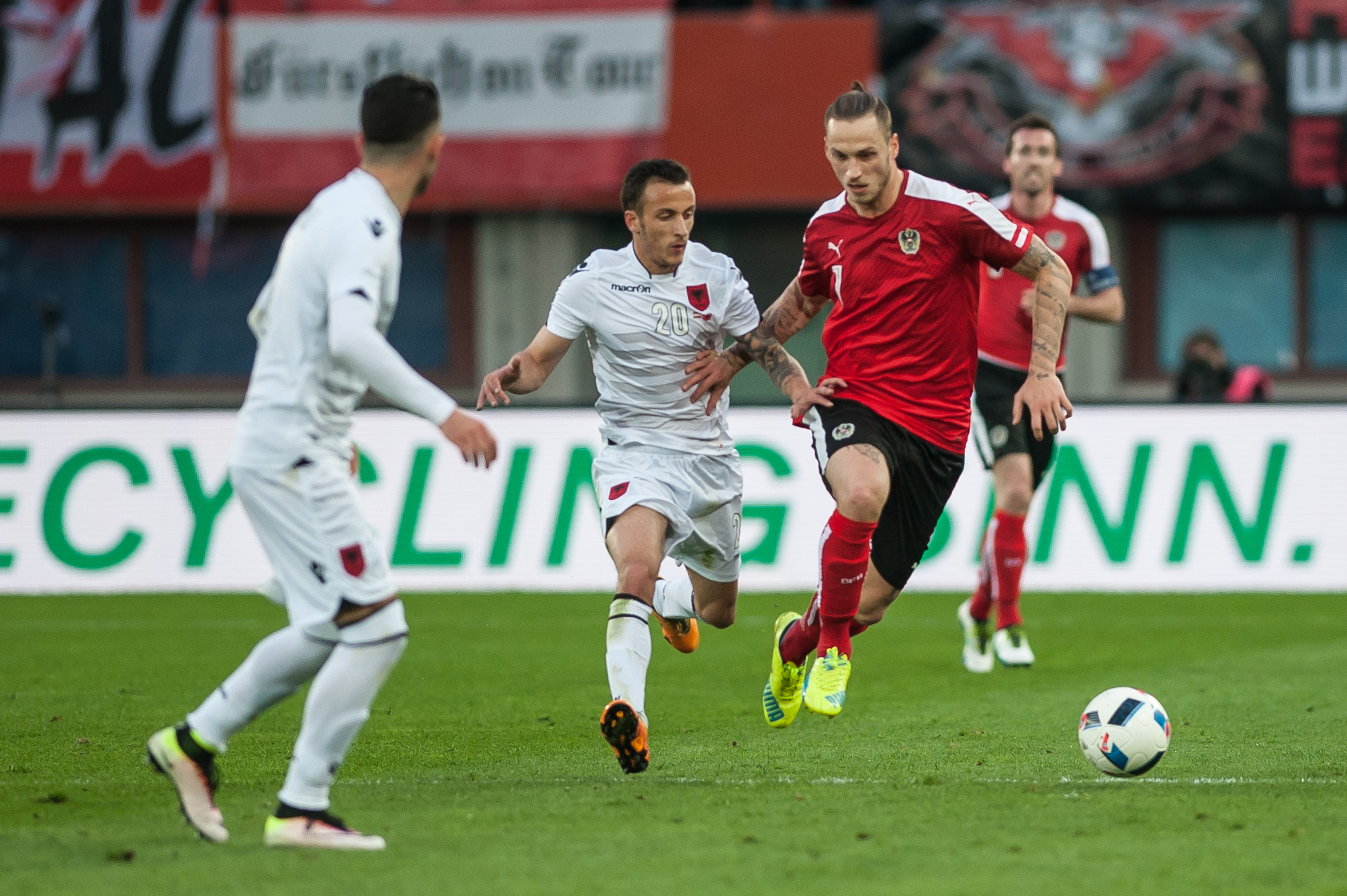
Kaçe (în centru) în acțiune pentru Albania în martie 2016.

Într-un interviu pentru Panorama Sport, un ziar sportiv albanez, Kaçe a declarat că așteaptă cu nerăbdare să joace pentru echipa națională a Albaniei. La începutul anului 2013, el a pus la îndoială această afirmație prin faptul că a refuzat să fie chemat pentru amicalul Albaniei împotriva Georgiei și pentru că a aplicat pentru primirea cetățeniei elene, declarând că dorește să joace pentru Grecia. În martie 2013 a fost contactat de FSHF declarând că nu a decis încă ce națională va alege. Cu toate acestea, mass-media din Albania și Grecia au sugerat că Kaçe a acceptat deja convocarea lui Gianni De Biasi, antrenor al echipei naționale de fotbal albaneze, pentru meciul împotriva Norvegiei, la Tirana, pe 7 iunie 2013.

#### Debut și calificarea la Campionatul Mondial din 2014
El a debutat pentru prima dată pentru echipa națională a Albaniei pe 7 iunie 2013 împotriva Norvegiei pentru calificările la Campionatul Mondial din 2014, intrând de pe banca de rezerve în minutul 85 în locul lui Emiljano Vila într-o remiză scor 1-1.
La 14 august 2013, Kaçe a înscris primul gol pentru Albania în victoria scor 2-0 a amicalului împotriva Armeniei de pe stadionul Qemal Stafa, unde a marcat al doilea gol al partidei în minutul 67, la 2 minute după ce a intrat pe teren în locul lui Migjen Basha.
În cele 4 meciuri rămase din grupa E de calificare la Campionatul Mondial din 2014, în septembrie și octombrie 2013, Kaçe a jucat în fiecare minut din toate meciurile, ca mijlocaș central.

#### Întoarcerea temporară la echipa de tineret a Albaniei U21
Kaçe nu a fost inclus în lista jucătorilor convocați de antrenorul Gianni De Biasi pentru meciul amical cu Belarus de pe 15 noiembrie 2013, pentru că a fost chemat din nou la naționala Albaniei U-21 pentru cele două meciuri împotriva Ungariei U-21 și Spaniei U-21 la 14 și 18 noiembrie 2013, contând pentru calificarea la Campionatul European de fotbal sub 21 din 2015. În primul meci împotriva Ungariei U-21 el a fost numit căpitanul echipei naționale și Albania a câștigat meciul de la Budapesta cu scorul de 2-0.
Kace s-a întors la echipa națională de vârf, deoarece a fost convocat pentru un meci amical cu Malta pe 5 martie 2014.

#### Calificările la UEFA Euro 2016
În meciul de deschidere al calificărilor la UEFA Euro 2016 împotriva Portugaliei, Kaçe a a intrat în minutul 66 în locul mijlocașului central albanez Burim Kukeli, într-un meci pe care Albania la câștigat cu 1-0. De asemenea, în celelalte trei meciuri din grupa I preliminară al UEFA Euro 2016 împotriva Danemarcei și Serbiei în octombrie 2014 și Armeniei la 29 martie 2015, Kaçe a intrat pe teren din postura de rezervă, în timp ce antrenorul Gianni De Biasi a jucat cu trei mijlocași centrali Burim Kukeli, Taulant Xhaka și Amir Abrashi.
La 13 iunie 2015, Kaçe a înscris un gol din lovitură liberă prin care Albania a câștigat cu 1-0 împotriva Franței într-un meci amical. Fiind un meci amical, antrenorul Gianni De Biasi i-a lăsat pe bancă pe cei trei mijlocași titulari Kukeli-Xhaka-Abrashi și Kaçe a jucat astfel titular alături de Migjen Basha si Andi Lila marcând la sfârșitul primei reprize în minutul 43.

#### Euro 2016
La data de 21 mai 2016, Kaçe a fost numit în lotul lărgit al Albaniei de 27 de jucători pentru UEFA Euro 2016 și în lotul definitiv de 23 de jucători pe 31 mai.
Kaçe a intrat în minutul 62 în locul lui Taulant Xhaka împotriva Elveției într-o înfrângere cu 0-1 și a fost o rezervă neutilizată în următoarele două meciuri împotriva gazdei Franța, unde a pierdut cu 2-0 și împotriva României într-o victorie istorică a Albaniei cu 1-0 cu un gol marcat de Armando Sadiku. Albania a terminat grupa pe poziția a treia cu trei puncte și cu un golaveraj de -2 și s-a clasat pe ultimul loc dintre echipele clasate pe locul trei, ceea cea dus la eliminarea echipei din competiție.

#### Calificările la Campionatul Mondial
În urma unor neînțelegeri cu antrenorul Gianni De Biasi a rămas în afara naționalei timp de 8 luni. El s-a întors la echipa națională pentru meciul amical împotriva Luxemburgului la 4 iunie 2017 și pentru meciul de calificare la Campionatul Mondial din 2018 împotriva Israelului la 11 iunie 2017.

## Statistici privind cariera

### Club
Până pe 1 aprilie 2019 
| Club               | Sezon         | Campionat             | Campionat | Campionat | Cupă    | Cupă   | Europa  | Europa | Altele  | Altele | Total   | Total  |
| Club               | Sezon         | Divizie               | Meciuri   | Goluri    | Meciuri | Goluri | Meciuri | Goluri | Meciuri | Goluri | Meciuri | Goluri |
| ------------------ | ------------- | --------------------- | --------- | --------- | ------- | ------ | ------- | ------ | ------- | ------ | ------- | ------ |
| PAOK               | 2010–2011     | Superliga Greciei     | 1         | 0         | —       | —      | —       | —      | —       | —      | 1       | 0      |
| PAOK               | 2012–2013     | Superliga Greciei     | 31        | 1         | 6       | 0      | 4       | 0      | —       | —      | 41      | 1      |
| PAOK               | 2013–2014     | Superliga Greciei     | 19        | 1         | 7       | 0      | 4       | 0      | —       | —      | 30      | 1      |
| PAOK               | 2014–2015     | Superliga Greciei     | 30        | 4         | 2       | 0      | 7       | 0      | 1       | 0      | 40      | 4      |
| PAOK               | 2015–2016     | Superliga Greciei     | 21        | 0         | 2       | 0      | 10      | 0      | —       | —      | 33      | 0      |
| PAOK               | 2016–2017     | Superliga Greciei     | 7         | 1         | 2       | 0      | —       | —      | —       | —      | 9       | 1      |
| PAOK               | 2017–2018     | Superliga Greciei     | 4         | 0         | 1       | 0      | 0       | 0      | —       | —      | 5       | 0      |
| PAOK               | Total         | Total                 | 113       | 7         | 20      | 0      | 25      | 0      | 1       | 0      | 159     | 7      |
| Anagennisi Epanomi | 2011–2012     | A Doua Ligă a Greciei | 19        | 1         | 1       | 0      | —       | —      | —       | —      | 20      | 1      |
| Viktoria Plzeň     | 2016–2017     | Prima Ligă a Cehiei   | 4         | 0         | 2       | 1      | 4       | 0      | —       | —      | 10      | 1      |
| Panathinaikos      | 2017–2018     | Superliga Greciei     | 10        | 0         | 1       | 0      | 0       | 0      | —       | —      | 11      | 0      |
| Panathinaikos      | 2018–2019     | Superliga Greciei     | 17        | 2         | 2       | 0      | 0       | 0      | —       | —      | 19      | 2      |
| Total carierî      | Total carierî | Total carierî         | 162       | 10        | 26      | 1      | 29      | 0      | 1       | 0      | 219     | 11     |

1. ↑  Include competiții europene precum UEFA Champions League și UEFA Europa League
2. ↑  Include competiții precum Supercupa Greciei

### Meciuri la națională
Începând cu data de 9 octombrie 2017 
| Echipa națională | An    | Meciuri | Goluri |
| ---------------- | ----- | ------- | ------ |
| Albania          | 2013  | 6       | 1      |
| Albania          | 2014  | 5       | 0      |
| Albania          | 2015  | 2       | 1      |
| Albania          | 2016  | 5       | 0      |
| Albania          | 2017  | 3       | 0      |
| Total            | Total | 21      | 2      |

#### Goluri la națională
Începând cu 13 iunie 2015. Secțiunea scor indică scorul după fiecare gol al lui Kaçe. 
| Nu. | Data           | Stadion                                | Selecție | Adversar | Scor | Rezultat | Competiție |
| --- | -------------- | -------------------------------------- | -------- | -------- | ---- | -------- | ---------- |
| 1   | 14 august 2013 | Stadionul Qemal Stafa, Tirana, Albania | 2        | Armenia  | 2 -0 | 2-0      | Amical     |
| 2   | 13 iunie 2015  | Elbasan Arena, Elbasan, Albania        | 12       | Franța   | 1 -0 | 1-0      | Amical     |

## Palmares
- Superleague Greciei locul secund: 2012-2013, 2015-2016
- Cupa Greciei: 2016-2017; Locul secund: 2013-2014

### Individual
- Cel mai bun jucător tânăr al Superligii din Grecia: 2012-13[64]
- Jucătorul sezonului pentru PAOK FC: 2014-2015[65]